# NGC 1473
NGC 1473 è una galassia irregolare barrata di tipo magellanico situata nella costellazione dell'Idra Maschio, a una distanza di circa 67 milioni di anni luce dalla nostra Via Lattea.

## Scoperta
La galassia è stata scoperta il 2 novembre 1834 dall'astronomo britannico John Herschel.

## Descrizione
NGC 1473 ha una classe di luminosità V-VI e presenta una larga riga a 21 cm dell'idrogeno neutro.

## Gruppo di NGC 1511
NGC 1473 fa parte del Gruppo di NGC 1511, un gruppo di galassie composto da tre membri, il cui terzo componente è  NGC 1511A (PGC 14255).